# Austin (Nevada)
Austin ist eine Ortschaft im US-Bundesstaat Nevada.  mit 167 Einwohnern (Stand: Volkszählung 2020). Sie liegt auf ca. 2000 Meter über NN in einem tief eingeschnittenen Tal der Toiyabe Range am U.S. Highway 50 (the loneliest road in America), 12 Meilen entfernt von der exakten geografischen Mitte des Staates. Verwaltungstechnisch gehört Austin zum Lander County.

## Geschichte
Gegründet wurde die Stadt 1862, als der erste Gold- und Silber-Boom durch den amerikanischen Westen tobte. Seit jenen Jahren hat Austin sich seinen ursprünglichen Charakter als originale „Western Town“ weitgehend bewahren können. Mit dem „International Café“ befindet sich in Austin auch das älteste Hotelgebäude Nevadas; das Café selbst ist heute allerdings nur noch ein Speiselokal ohne Hotelbetrieb.
Ort und insbesondere das „International“ sind Schauplatz der Titelgeschichte des Erzählbandes „Nichts als Gespenster“ von Judith Hermann – „das einzige, worüber es wirklich etwas zu sagen gäbe, wäre Austin, Nevada“ – sowie deren Verfilmung durch Martin Gypkens.
Zwei Romane aus der Neal Carey Serie von Don Winslow, „Way Down on the High Lonely“ und „A Long Walk Up the Water Slide“ spielen größtenteils in Austin.
Als sehenswerte Attraktion in der unmittelbaren Umgebung gilt Stokes Castle, ein viereckiger, aus Steinen roh zusammengemauerter und drei Stockwerke hoher Aussichtsturm, der 1897 errichtet und nur einige Monate im selbigen Jahr bewohnt wurde. Der Turm, der 2003 in das National Register of Historic Places aufgenommen wurde, bietet einen Blick über das weite, einsame Tal des Reese River.
Allmonatlich finden in Austins Methodisten-Kirche die regelmäßigen Sitzungen des „Western Shoshone National Council“ statt, der Stammesregierung der Western-Shoshone-Indianer.

## Söhne und Töchter der Stadt
- Charles L. Richards (1877–1953), Politiker
- Orrice Abram Murdock (1893–1979), Politiker